# Aeroport Internacional de Tunis

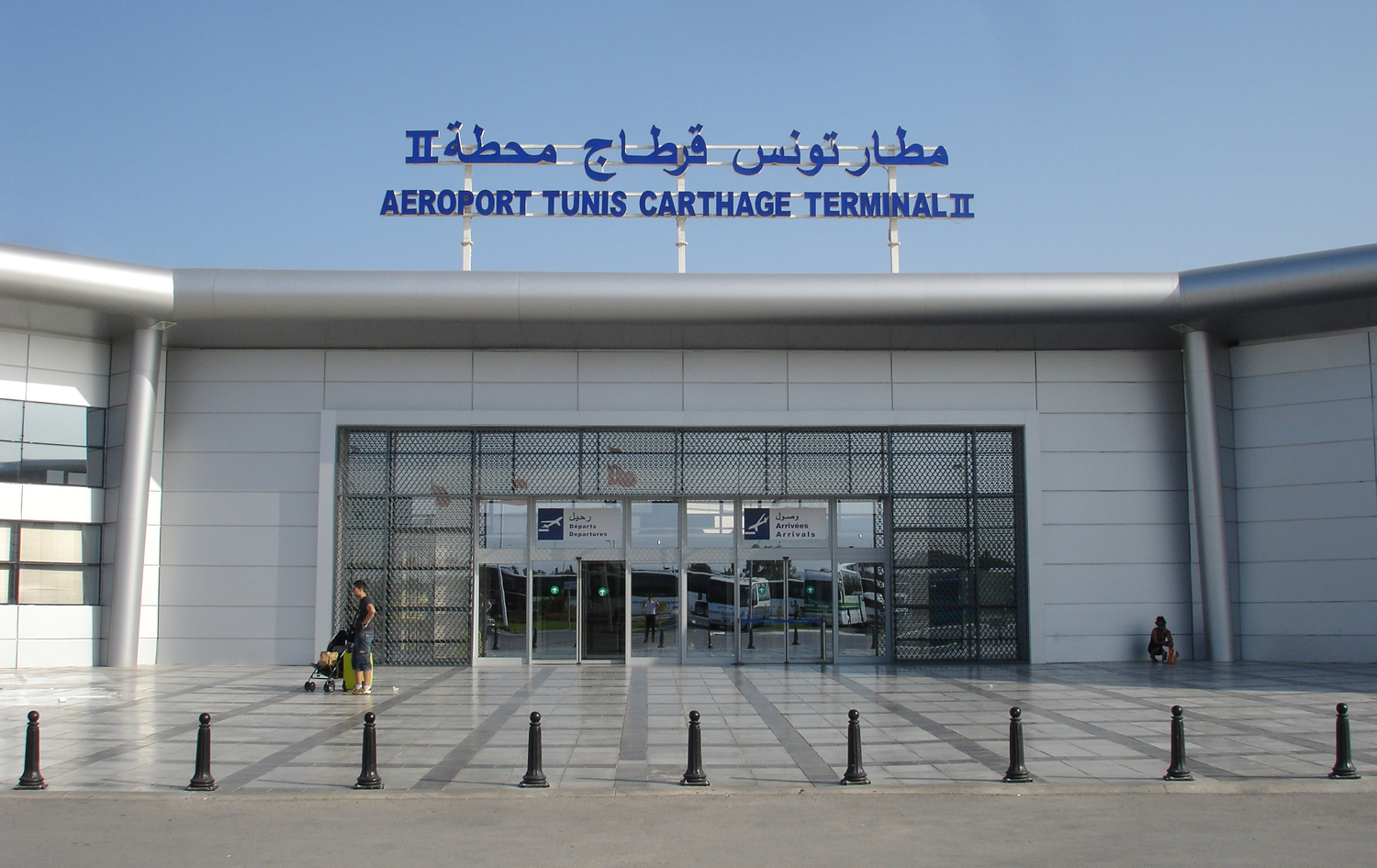
Terminal II de l'areoport

L'aeroport Internacional de Tunis o Tunis-Cartago (àrab: مطار تونس قرطاج الدولي) és l'aeroport principal de Tunísia, situat a uns 7 km al nord de la ciutat de Tunis a la delegació de Cité Khadhra, governació de Tunis. El nom l'agafa de la ciutat de Cartago, situada al nord-est.
El seu codi IATA és TUN i el seu codi OACI és DTTA. Està administrat per l'Oficina de Ports Aeris de Tunísia (OPAT, del 1970 al 1998 Oficina de l'Aviació Civil i dels Aeroports, OACA) que depèn del Ministeri de Transports de Tunísia.
La història de l'aeroport es remunta al 1920 quan es va construir la primera base d'hidroavions a Tunísia al llac de Tunis per als hidroavions de la Compagnie Aéronavale. L'Aeròdrom de Tunis es va obrir el 1938, donant servei a uns 5.800 passatgers anuals a la ruta París-Tunis.
Durant la Segona Guerra Mundial l'aeroport va ser utilitzat per la Twelfth Air Force de les Forces Aèries dels Estats Units d'Amèrica com a quarter general i base de control de comandament per a la campanya d'Itàlia de 1943.
La construcció de l'aeroport de Tunis-Cartago, totalment finançat per França, va començar el 1944, i el 1948 es va convertir en el principal hub de Tunisair. El trànsit de passatgers va créixer constantment a partir de 1951 quan 56.400 passatgers van ser transportats, 33.400 d'ells per Air France.
El 2019 va transportar 6.441.886 passatgers.